# 魚々子

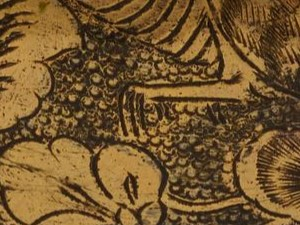
金銅水注（8世紀、中国・唐もしくは奈良時代の作）の拡大写真。空白を埋めるように細かな円が穿たれている。

魚々子（ななこ）とは、彫金技法の一種である。魚子、七子、魶子とも書く。
刃の先端が小さな円となっている専用の鏨（たがね）を金属面に打ち込むことで、表面に小さな粟のような円形模様を刻み込む手法であり、通常は地紋として打たれる。周囲の文様を浮き立たせたり、鍍金を重ねることで金の粒が蒔かれたように見えるなどの働きがあり、密に刻まれた小円が魚卵を撒き散らしたかのように見えることからこの名が付いた。言葉としては「魚々子を打つ」「魚々子を蒔く」などと言われる。
日本へは中国から伝播したと考えられており、正倉院文書に「魚々子打工」とあることから、奈良時代には専門の職人が存在したことがわかっている。文献における最古の登場は760年の『造金堂所解』であり、年代が明らかになっている最古の作例は石川年足の墓誌金銅板（762年）である。また、668年創建とされる崇福寺跡から出土した舎利容器および金銅背鉄鏡に魚々子が打たれていることから、7世紀日本には既に魚々子が伝わっていたと考えられている。平安時代までの魚々子は不揃いで粗雑なものが多いが、鎌倉時代以降は整然としたものが見られるようになり、江戸時代になると互の目魚々子や大名縞魚々子などの応用型も登場し始める。